# كييل هافارد جنسن
كييل هافارد جنسن هو سياسي نرويجي، ولد في 3 يونيو 1958. نشط حزبياً في حزب التقدم. وقد انتخب mayor of Hobøl ‏ (2007 – 2011) وانتخب نائب عضو برلمان النرويج ‏ عن دائرة Østfold (Storting constituency) ‏ وقد انضم خلال فترته النيابية ‏ (2013 – 2017) للكتلة البرلمانية حزب التقدم.